# Pindar
Pindar (græsk: Πίνδαρος Píndaros) (født ca. 520 f.Kr. i Kynoskephalai, Boiotien; død 443 f.Kr. i Argos) var en græsk lyrisk digter (dvs. digter af sange, modsat episk digtning). I eftertiden har mange, bl.a. Quintilian og Longinos betragtet ham som den største græske lyriske digter. Desuden er hans værker (særligt hans oder) de bedst bevarede græske lyriske digte.
Pindars værker var skrevet til at blive fremført af sangkor ved offentlige festligheder. Udover at skrive teksten, skrev Pindar også musikken og koreografien dertil og forestod ofte selv fremførelsen.
I overensstemmelse med datidens moralske og pædagogiske normer har en vis andel af Pindars digte pæderastiske temaer.